# MG J-Type
Der MG J-Type wurde von MG von September 1932 bis März 1934 gebaut. Der 2-türige Sportwagen wurde durch einen Motor mit obenliegender Nockenwelle (ohc) angetrieben, wie er im Wesentlichen schon im Morris Minor und Wolseley Ten sowie von 1929 bis 1932 im MG M-Type verwendet wurde, hier in überarbeiteter Version mit Querstromzylinderkopf. Die Motorkraft wurde über ein unsynchronisiertes Vierganggetriebe an die Hinterräder weitergeleitet. Das Fahrgestell stammte vom MG D-Type und besaß vorne wie hinten an halbelliptischen Blattfedern aufgehängte Starrachsen, die mit Hartford-Reibungsstoßdämpfern versehen waren. Der Wagen hatte einen Radstand von 2184 mm und eine Spurweite von 1.087 mm. Die meisten Ausführungen waren offene Zweisitzer, aber es gab auch eine geschlossene Salonette-Version des J1 und einige Fahrgestelle gingen an selbständige Karosseriebauunternehmen. Die offenen Wagen kann man vom M-Type dadurch unterscheiden, dass sie tief ausgeschnittene Türen besitzen.

## Ausführungen

### J1 Midget (1932–1933)
Der J1 war der Viersitzer des Quartetts. Der Motor besaß 847 cm³ Hubraum, war vorher schon im C-Type eingesetzt und lieferte mit SU-Doppelvergasern 36 bhp (26,5 kW) bei 5500/min. Der Wagen kostete als offener Roadster £ 220 und als Salonette £ 225. Insgesamt entstanden 380 Exemplare.

### J2 Midget (1932–1934)
Der J2 war die meistverkaufte Ausführung der Baureihe, ein Zweisitzer für den Straßenverkehr. Frühe Fahrzeuge hatten schmale, fest montierte Radkotflügel, aber 1933 erhielten sie die langen Kotflügel, die für alle MG bis zum TF der 1950er-Jahre typisch waren. Die Höchstgeschwindigkeit eines Serienmodells lag bei 104 km/h, ein für die Zeitschrift The Autocar speziell hergerichtetes Exemplar erreichte 131 km/h. Die Wagen kosteten £ 199 Sh 10, es entstanden 2083 Stück. Für einen Aufpreis von £ 12 Sh 12 erhielt der Käufer folgendes Zubehör: Temperaturanzeige, elektrische Uhr, Lederriemen für die Motorhaube und Schutzgitter für die Scheinwerfer.
Der Motor zeigte – wie bei allen J-Type-Modellen – in der Praxis Unzulänglichkeiten bei falscher Fahrweise und mangelnder Wartung: Wird der Motor überdreht, kann die nur zweifach gelagerte Kurbelwelle schnell brechen. Ferner konnte es leicht zu Fahrzeugbränden kommen: Die obenliegende Nockenwelle wird durch eine vertikale Welle mit Kegelrädern angetrieben (sog. Königswelle). An dieser Welle sitzt auch die Lichtmaschine. Wird das Nockenwellengehäuse undicht, kann sich das Lecköl an dem Kollektor der Lichtmaschine entzünden.
Der J-Type besaß noch keine hydraulischen Bremsen, sondern mechanische, per Seilzug bediente. Diese erfordern regelmäßige Wartung und ggf. ein Nachstellen, um zuverlässig und gleichmäßig zu funktionieren. Die geringe Bremsleistung der vergleichsweise kleinen Bremstrommeln veranlasste schon während der Bauzeit dieses Modells viele Fahrer dazu, die Fahrzeuge auf größere Trommeln anderer MG-Modelle umzurüsten.
Das Getriebe ist entsprechend der Bauzeit nicht synchronisiert und erfordert doppeltes Kuppeln und ggf. Zwischengas, um Getriebegeräusche und hohen Verschleiß zu verhindern.

### J3 Supercharged (1932–1933)
Der J3 war ein Rennsportwagen, dessen Hubraum durch Reduzieren des Hubes von 83 mm auf 73 mm nur 746 cm³ betrug und der mit einem Powerplus-Kompressor ausgestattet war. Durch den geringeren Hubraum konnte der Wagen in der 750 cm³-Klasse starten. Er hatte die größeren Bremsen des L-Type Magna. 22 Fahrzeuge entstanden von dieser Ausführung.

### J4 Supercharged (1933)
Der J4 war ein reiner Rennwagen mit leichterer Karosserie und dem Motor des J3, der aber durch höheren Ladedruck eine Leistung von 72 bhp (53 kW) bei 6000/min erreichte. Nur neun Fahrzeuge wurden von dieser Ausführung gebaut.